# العالمیه، حماة
العالمیه (به عربی: العالمیة) یک روستا در سوریه است که در ناحیه جب رمله واقع شده‌است. العالمیه ۳۰۱ نفر جمعیت دارد.